# Uralec
Uralec (ros. Уралец) – osiedle w Rosji, w obwodzie swierdłowskim, w okręgu miejskim Niżnego Tagiłu. W 2010 liczyło 1425 mieszkańców.